# Frank Darabont
Ferenc Árpád Darabont, detto Frank (Montbéliard, 28 gennaio 1959), è un regista, sceneggiatore, produttore cinematografico e produttore televisivo ungherese naturalizzato statunitense.
Ha diretto le trasposizioni cinematografiche di tre opere scritte da Stephen King ossia Le ali della libertà, Il miglio verde e The Mist. È anche noto per essere stato il primo showrunner della popolare serie tv The Walking Dead.

## Biografia
Darabont è di origini ungheresi: nacque in un campo di rifugiati a Montbéliard, Francia, perché i suoi genitori erano fuggiti dall'Ungheria dopo la Rivoluzione ungherese del 1956, la famiglia si trasferì poi negli Stati Uniti quando il regista era ancora molto piccolo.
All'età di 20 anni Darabont inizia la sua carriera nel mondo del cinema. Dopo aver scritto e diretto il cortometraggio The Woman in the Room (1983), tratto da una storia breve di Stephen King, debutta ufficialmente dietro la macchina da presa con il lungometraggio Strategia di una vendetta (1990), un film per la televisione. 
Il grande successo internazionale arriva con il secondo film, anche questo scritto e diretto come il precedente, Le ali della libertà (1994), per il quale ottenne una nomination agli Oscar e ai Golden Globe per la "miglior sceneggiatura non originale".
Dopo una pausa di cinque anni, Darabont ritorna al cinema con un altro film di ambientazione carceraria, Il miglio verde, scritto, diretto e prodotto. Come il precedente Le ali della libertà, anche Il miglio verde è tratto da un romanzo di Stephen King. Il film ha ricevuto una nomination agli Oscar come "miglior film" e Darabont è stato candidato per la seconda volta per la "miglior sceneggiatura non originale".
Nel 2001 ha diretto The Majestic, con Jim Carrey, che ha ottenuto un successo inferiore ai due lavori precedenti. Nel 2002 Darabont è produttore di Salton Sea - Incubi e menzogne, film con Val Kilmer. Nel 2007 ha portato sul grande schermo un altro racconto di Stephen King, The Mist, con protagonista Thomas Jane.
Dal 2010 al 2011 è stato il produttore della fortunata serie televisiva The Walking Dead, basata sull'omonima serie a fumetti, scritta da Robert Kirkman e illustrata da Tony Moore e Charlie Adlard. Nel luglio del 2011, a metà della produzione della seconda stagione, è stato annunciato l'abbandono dell'incarico di showrunner da parte Darabont in accordo con l'emittente AMC. L'incarico è stato poi affidato allo sceneggiatore Glen Mazzara. Nel 2013 crea per il network TNT la serie televisiva Mob City.

## Filmografia parziale

### Regista

#### Cinema
- The Woman in the Room – cortometraggio (1983)
- Le ali della libertà (The Shawshank Redemption) (1994)
- Il miglio verde (The Green Mile) (1999)
- The Majestic (2001)
- The Mist (2007)

#### Televisione
- Strategia di una vendetta (Buried Alive) – film TV (1990)
- Raines – serie TV, episodio 1x01 (2007)
- The Shield – serie TV, episodio 6x06 (2007)
- The Walking Dead – serie TV, episodio 1x01 (2010)
- Mob City – serie TV, 6 episodi (2013)
- Stranger Things – serie TV, episodi 5x03-5x05 (2025)

### Sceneggiatore

#### Cinema
- The Woman in the Room – cortometraggio (1983)
- Nightmare 3 - I guerrieri del sogno (A Nightmare On Elm Street 3: Dream Warriors), regia di Chuck Russell (1987)
- Blob - Il fluido che uccide (The Blob), regia di Chuck Russell (1988)
- La mosca 2 (The Fly II), regia di Chris Walas (1989)
- Le ali della libertà (The Shawshank Redemption), regia di Frank Darabont (1994)
- Frankenstein di Mary Shelley (Mary Shelley's Frankenstein), regia di Kenneth Branagh (1994)
- Il miglio verde (The Green Mile), regia di Frank Darabont (1999)
- The Mist, regia di Frank Darabont (2007)
- Godzilla, regia di Gareth Edwards (2014)

#### Televisione
- Racconti di mezzanotte – serie TV, 2 episodi (1990-1992)
- Showdown – film TV, regia di Richard Donner (1992) - segmento di Incubi
- Le avventure del giovane Indiana Jones – serie TV, 5 episodi (1992-1993)
- Black Cat Run, regia di D.J. Caruso – film TV (1998)
- The Walking Dead – serie TV, 5 episodi (2010-2011)
- Mob City – serie TV, 3 episodi (2013)

### Produttore

#### Cinema
- Il miglio verde (The Green Mile) (1999)
- The Majestic, regia di Frank Darabont (2001)
- Salton Sea - Incubi e menzogne (The Salton Sea), regia di D.J. Caruso (2002)
- Collateral, regia di Michael Mann (2004)
- The Mist, regia di Frank Darabont (2007)

#### Televisione
- Black Cat Run, regia di D.J. Caruso – film TV (1998)
- The Walking Dead – serie TV (2010)
- Mob City – serie TV (2013)

## Premi e riconoscimenti

### Premio Oscar
- 1995 - Nomination migliore sceneggiatura non originale per Le ali della libertà
- 2000 - Nomination miglior film per Il miglio verde
- 2000 - Nomination migliore sceneggiatura non originale per Il miglio verde